# Batt O’Keeffe

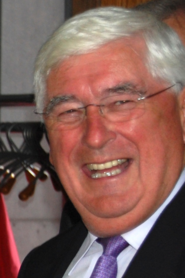
Batt O’Keeffe (2010)

Bartholomew „Batt“ O’Keeffe (irisch Parthalán Ó Caoimh; * 2. April 1945 in Cullen, County Cork) ist ein irischer Politiker der Fianna Fáil und von 2010 bis 2011 Minister für Unternehmen, Handel und Innovation.

## Biografie
Nach dem Studium war er als Lecturer am Cork Institute of Technology (CIT) tätig und begann seine nationale politische Laufbahn 1987 als Kandidat der Fianna Fáil mit der erstmaligen Wahl zum Abgeordneten (Teachta Dála) des Unterhauses (Dáil Éireann), in dem er bis 1989 den Wahlkreis Cork South-Central vertrat.
Nachdem er 1989 eine Wahlniederlage erlitten hatte und aus dem Unterhaus ausgeschieden war, wurde er als Vertreter der Gruppe der Arbeiterschaft Mitglied des Senats (Seanad Éireann). 1992 wurde er dann erneut zum Abgeordneten des Dáil gewählt und vertrat dort zunächst wieder den Wahlkreis Cork South-Central sowie seit 2007 den Wahlkreis Cork North-West.
Während seiner langjährigen Parlamentszugehörigkeit war er vom 15. März 1995 bis zum 15. Mai 1997 Vorsitzender des Unterhausausschusses zur Entwicklungsförderung sowie vom 2. Dezember 1997 bis 2002 Vorsitzender des Unterhausausschusses für Gesundheit und Kinder.
Am 29. September 2004 wurde er von Premierminister (Taoiseach) Bertie Ahern zum Staatsminister im Ministerium für Umwelt, Erbschaft und Lokalverwaltung ernannt und übernahm damit als „Juniorminister“ sein erstes Regierungsamt. Als solcher war er zuletzt von Juni 2007 bis Mai 2008 insbesondere verantwortlich für Wohnungsbau, Stadterneuerung und Entwicklungsgebiete.
Am 7. Mai 2008 ernannte ihn Brian Cowen, Aherns Nachfolger als Premierminister, zum Minister für Bildung und Wissenschaft. Seit der Kabinettsumbildung vom 23. März 2010 war Batt O’Keeffe Minister für Unternehmen, Handel und Innovation im Kabinett Cowen. Er trat am 20. Januar 2011 zurück und zog sich aus der Politik zurück.